# Núcleo Bandeirante
| Região Administrativa de Núcleo Bandeirante    |                                                          |
| Letreiro de Núcleo Bandeirante                 |                                                          |
| \| \| \| Bandeira \|                           |                                                          |
| Região Administrativa VIII                     |                                                          |
| Fundação: 19 de dezembro de 1956 (68 anos)     |                                                          |
| Lei de criação: 4545 de 10 de dezembro de 1964 |                                                          |
| Mapa de Núcleo Bandeirante                     |                                                          |
| Limites:                                       | Guará, Candangolândia, Lago Sul, Park Way e Riacho Fundo |
| Distância de Brasília:                         | 13,3 km                                                  |
| Administrador(a):                              | Cláudio Márcio de Oliveira                               |
| Área                                           |                                                          |
| - Total                                        | 80,43 km²                                                |
| População                                      |                                                          |
| - Total                                        | 26.089 habitantes '                                      |
| Site governamental                             | www.bandeirante.df.gov.br                                |
| Bandeira de Núcleo Bandeirante                 |                                                          |
| Bandeira                                       |                                                          |

Núcleo Bandeirante é uma região administrativa do Distrito Federal brasileiro.

## História

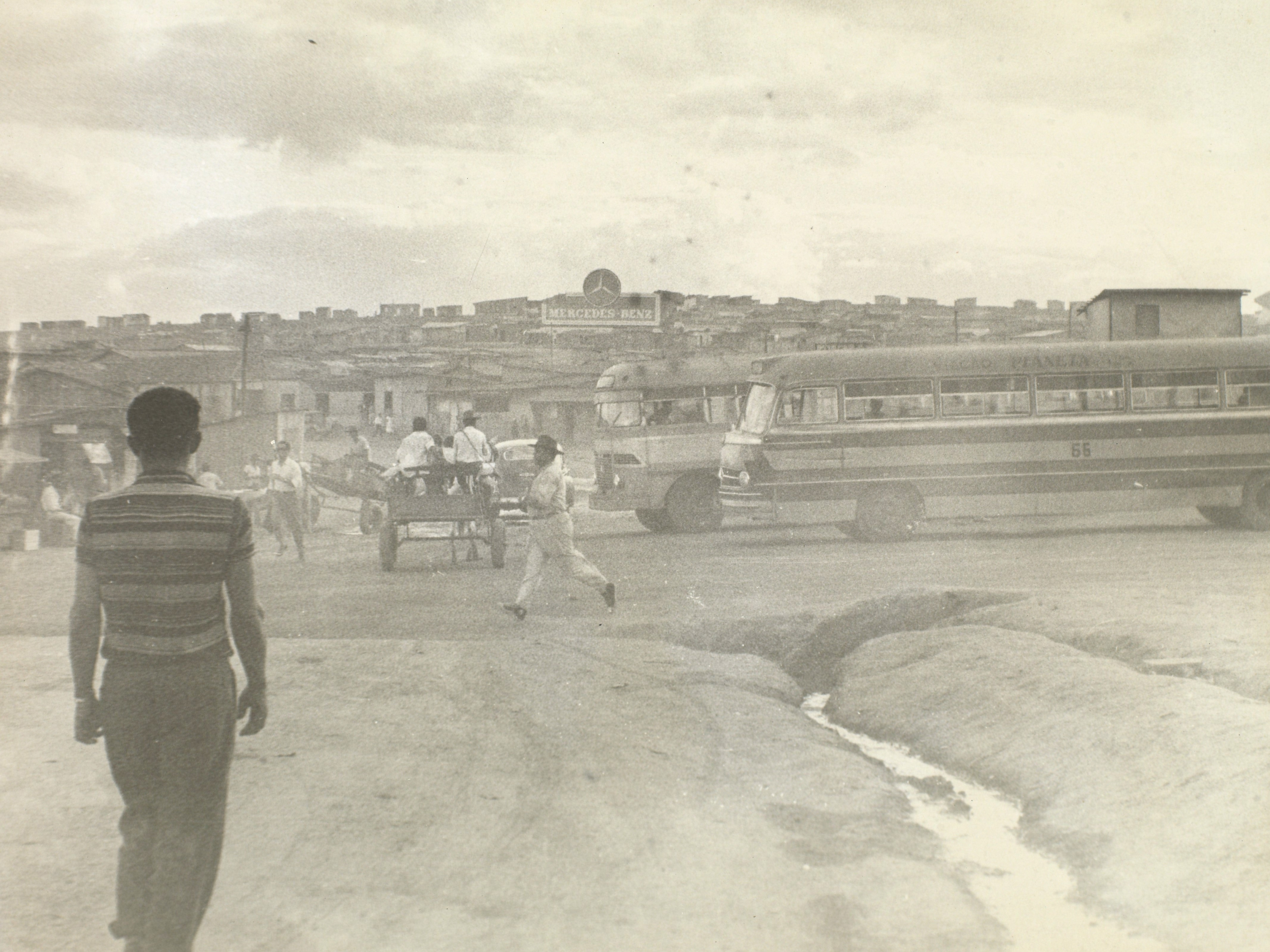
Cidade Livre durante os anos 1960.

O Núcleo Bandeirante, conhecido anteriormente como "Cidade Livre", foi a primeira ocupação dos candangos. Núcleo Bandeirante foi fundada em 19 de dezembro de 1956, recebendo a condição de região administrativa, conforme a Lei 4545, de 10 de dezembro de 1964.
A Casa do Pioneiro e a Paróquia Dom Bosco são alguns principais pontos turísticos de Núcleo Bandeirante. A antiga estação ferroviária Bernardo Sayão encontra-se desativada. A estação era um importante terminal de passageiros nas décadas de 1960 e 1970.

## Educação
Há várias instituições de ensino públicas e particulares de ensino fundamental.

### Instituições públicas
- Centro de Ensino Médio 01 de Núcleo Bandeirante também conhecido por CEMNB;
- Centro de Ensino Fundamental 01 de Núcleo Bandeirante;
- Centro de Ensino Fundamental 02 de Núcleo Bandeirante;
- Centro de Ensino Fundamental 03 de Núcleo Bandeirante;
- Centro de Ensino Fundamental 04 de Núcleo Bandeirante;
- Centro de Ensino Fundamental 05 de Núcleo Bandeirante;
- CAIC Juscelino Kubitschek de Oliveira (Park Way, porém educacionalmente interligado).

### Instituições particulares
- Escola Salesiana São Domingos Sávio;
- Colégio La Salle;
- Colégio Origem.